# L'impiccagione
L'impiccagione (絞死刑?, Kôshikei) è un film del 1968 diretto da Nagisa Ōshima. Considerato uno dei capolavori del regista, il film parte in cadenza di documentario per poi lasciare spazio ad una rappresentazione quasi teatrale della vicenda, in un contesto ricco di umorismo nero e simbolismi, con rimandi all'opera di Bertolt Brecht ed al Teatro dell'assurdo.

## Trama
Giappone: R, uno studente coreano, colpevole di aver stuprato ed ucciso due ragazze giapponesi, viene condannato a morte per impiccagione. L'esecuzione ha luogo sotto gli occhi di un funzionario, di un prete, un dottore e delle guardie carcerarie; l'uomo viene impiccato, ma il suo cuore batte ancora, non è morto ma soltanto svenuto. Tutti quanti sono immediatamente colti dal panico: un evento simile non si era mai verificato prima e, a peggiorare la situazione, l'imputato si risveglia, in stato confusionale, senza ricordare nulla di ciò che gli è successo. R non può perciò venire "nuovamente" giustiziato, in quanto incosciente dei crimini da lui commessi; c'è un'unica soluzione che possa risolvere questo intoppo, ovvero far tornare la memoria al condannato.
Dopo aver esaminato a fondo il suo fascicolo, i presenti mettono in atto una vera e propria recita sotto gli occhi di R - eseguita prima nel braccio della morte, poi sul tetto dell'università frequentata dall'imputato - in cui ripercorrono le fasi salienti della sua vita, fino a giungere al primo degli omicidi da lui commessi. Nonostante l'impegno degli "attori", che si sono talmente calati nelle proprie parti da non distinguere più il confine tra realtà e finzione, R non riesce ancora a riacquisire coscienza della propria colpevolezza. A questo punto, entra in scena una ragazza coreana, connazionale di R; lei prova a convincerlo che i suoi crimini in territorio giapponese sono motivo d'orgoglio per la sua patria, ma anche questo tentativo va a vuoto.
Non sembra esserci più nulla che si possa fare e il funzionario gli concede la grazia; messo piede fuori dal carcere, R viene invaso da una luce, talmente opprimente da impedirgli di uscire. Per lui non c'è spazio nel mondo lì fuori. L'imputato ammette finalmente di aver commesso i crimini, ma nello stesso tempo si proclama innocente, mettendo in guardia i boia dal commettere a loro volta un omicidio, la sua impiccagione. L'esecuzione ha nuovamente luogo e la botola del patibolo si apre per la seconda volta; ma stavolta il cappio non stringe nulla, il corpo di R sembra svanito...

## Critica
- Uno dei più potenti film di Oshima: un grido di rivolta (contro il potere), un divertimento macabro, una fiaba allucinata. Commento del Dizionario Morandini che assegna al film tre stelle e mezzo su cinque di punteggio.[2]